# Cruz Verde, San Pedro Yeloixtlahuaca
Cruz Verde är en ort i Mexiko.   Den ligger i kommunen San Pedro Yeloixtlahuaca och delstaten Puebla, i den sydöstra delen av landet, 180 km sydost om huvudstaden Mexico City. Cruz Verde ligger 1 143 meter över havet och antalet invånare är 209.
Terrängen runt Cruz Verde är kuperad åt sydost, men åt nordväst är den platt. Cruz Verde ligger nere i en dal. Runt Cruz Verde är det ganska tätbefolkat, med 58 invånare per kvadratkilometer. Närmaste större samhälle är Acatlán de Osorio, 10,6 km norr om Cruz Verde. I omgivningarna runt Cruz Verde växer huvudsakligen savannskog.